# ماساهیرو وادا
ماساهیرو وادا (انگلیسی: Masahiro Wada؛ زادهٔ ۲۱ ژانویهٔ ۱۹۶۵) بازیکن فوتبال اهل ژاپن است.
از باشگاه‌هایی که در آن بازی کرده‌است می‌توان به باشگاه فوتبال ویسل کوبه و باشگاه فوتبال گامبا اوساکا اشاره کرد.